# Manchester United F.C. mùa bóng 1969–70
Mùa giải 1969-70 là mùa giải lần thứ 67 của Manchester United ở The Football League và mùa giải thứ 25 liên tiếp của đội bóng ở Giải hạng nhất Anh. Trước khi bắt đầu mùa giải vào ngày 4 tháng 6 năm 1969, Huấn luyện viên Matt Busby của United nghỉ hưu sau 24 năm làm quản lý. McGuinness dẫn dắt United hoàn thành vị trí thứ tám trong mùa giải đầu tiên của mình với tư cách là người quản lý.

## Hạng nhất Anh
| Thời gian                 | Đối thủ                 | H/A | Tỷ số Bt-Bb | Cầu thủ ghi bàn                                  | Số lượng khán giả |
| ------------------------- | ----------------------- | --- | ----------- | ------------------------------------------------ | ----------------- |
| 9 tháng 8 năm 1969        | Crystal Palace          | A   | 2 – 2       | Charlton, Morgan                                 | 48,610            |
| 13 tháng 8 năm 1969       | Everton                 | H   | 0 – 2       |                                                  | 57,752            |
| 16 tháng 8 năm 1969       | Southampton             | H   | 1 – 4       | Morgan                                           | 46,328            |
| 19 tháng 8 năm 1969       | Everton                 | A   | 0 – 3       |                                                  | 53,185            |
| 23 tháng 8 năm 1969       | Wolverhampton Wanderers | A   | 0 – 0       |                                                  | 50,783            |
| 27 tháng 8 năm 1969       | Newcastle United        | H   | 0 – 0       |                                                  | 52,774            |
| 30 tháng 8 năm 1969       | Sunderland              | H   | 3 – 1       | Best, Givens, Kidd                               | 50,570            |
| 6 tháng 9 năm 1969        | Leeds United            | A   | 2 – 2       | Best (2)                                         | 44,271            |
| 13 tháng 9 năm 1969       | Liverpool               | H   | 1 – 0       | Morgan                                           | 56,509            |
| 17 tháng 9 năm 1969       | Sheffield Wednesday     | A   | 3 – 1       | Best (2), Kidd                                   | 39,298            |
| 20 tháng 9 năm 1969       | Arsenal                 | A   | 2 – 2       | Best, Sadler                                     | 59,498            |
| 27 tháng 9 năm 1969       | West Ham United         | H   | 5 – 2       | Best (2), Burns, Charlton, Kidd                  | 58,579            |
| 4 tháng 10 năm 1969       | Derby County            | A   | 0 – 2       |                                                  | 40,724            |
| 8 tháng 10 năm 1969       | Southampton             | A   | 3 – 0       | Best, Burns, Kidd                                | 31,044            |
| 11 tháng 10 năm 1969      | Ipswich Town            | H   | 2 – 1       | Best, Kidd                                       | 52,281            |
| ngày 18 tháng 10 năm 1969 | Nottingham Forest       | H   | 1 – 1       | Best                                             | 53,702            |
| 25 tháng 10 năm 1969      | West Bromwich Albion    | A   | 1 – 2       | Kidd                                             | 45,120            |
| 1 tháng 11 năm 1969       | Stoke City              | H   | 1 – 1       | Charlton                                         | 53,406            |
| 8 tháng 11 năm 1969       | Coventry City           | A   | 2 – 1       | Aston, Law                                       | 43,446            |
| 15 tháng 11 năm 1969      | Manchester City         | A   | 0 – 4       |                                                  | 63,013            |
| 22 tháng 11 năm 1969      | Tottenham Hotspur       | H   | 3 – 1       | Charlton (2), Burns                              | 50,003            |
| 29 tháng 11 năm 1969      | Burnley                 | A   | 1 – 1       | Best                                             | 23,770            |
| 6 tháng 12 năm 1969       | Chelsea                 | H   | 0 – 2       |                                                  | 49,344            |
| 13 tháng 12 năm 1969      | Liverpool               | A   | 4 – 1       | Charlton, Morgan, Ure, own goal                  | 47,682            |
| 26 tháng 12 năm 1969      | Wolverhampton Wanderers | H   | 0 – 0       |                                                  | 50,806            |
| 27 tháng 12 năm 1969      | Sunderland              | A   | 1 – 1       | Kidd                                             | 36,504            |
| 10 tháng 1 năm 1970       | Arsenal                 | H   | 2 – 1       | Morgan, Sartori                                  | 41,055            |
| 17 tháng 1 năm 1970       | West Ham United         | A   | 0 – 0       |                                                  | 41,643            |
| 26 tháng 1 năm 1970       | Leeds United            | H   | 2 – 2       | Kidd, Sadler                                     | 59,879            |
| 31 tháng 1 năm 1970       | Derby County            | H   | 1 – 0       | Charlton                                         | 59,315            |
| 10 tháng 2 năm 1970       | Ipswich Town            | A   | 1 – 0       | Kidd                                             | 29,755            |
| 14 tháng 2 năm 1970       | Crystal Palace          | H   | 1 – 1       | Kidd                                             | 54,711            |
| 28 tháng 2 năm 1970       | Stoke City              | A   | 2 – 2       | Morgan, Sartori                                  | 38,917            |
| 17 tháng 3 năm 1970       | Burnley                 | H   | 3 – 3       | Best, Crerand, Law                               | 38,377            |
| 21 tháng 3 năm 1970       | Chelsea                 | A   | 1 – 2       | Morgan                                           | 61,479            |
| 28 tháng 3 năm 1970       | Manchester City         | H   | 1 – 2       | Kidd                                             | 59,777            |
| 30 tháng 3 năm 1970       | Coventry City           | H   | 1 – 1       | Kidd                                             | 38,647            |
| 31 tháng 3 năm 1970       | Nottingham Forest       | A   | 2 – 1       | Charlton, Gowling                                | 39,228            |
| 4 tháng 4 năm 1970        | Newcastle United        | A   | 1 – 5       | Charlton                                         | 43,094            |
| 8 tháng 4 năm 1970        | West Bromwich Albion    | H   | 7 – 0       | Charlton (2), Fitzpatrick (2), Gowling (2), Best | 26,582            |
| 13 tháng 4 năm 1970       | Tottenham Hotspur       | A   | 1 – 2       | Fitzpatrick                                      | 41,808            |
| 15 tháng 4 năm 1970       | Sheffield Wednesday     | H   | 2 – 2       | Best, Charlton                                   | 36,649            |

| # | Câu lạc bộ        | Tr | T  | H  | B  | Bt | Bb | Hs    | Điểm |
| - | ----------------- | -- | -- | -- | -- | -- | -- | ----- | ---- |
| 7 | Newcastle United  | 42 | 17 | 13 | 12 | 57 | 35 | 1.629 | 47   |
| 8 | Manchester United | 42 | 14 | 17 | 11 | 66 | 61 | 1.082 | 45   |
| 9 | Stoke City        | 42 | 15 | 15 | 12 | 56 | 52 | 1.077 | 45   |

## FA Cup
| Thời gian           | Vòng đấu                     | Đối thủ          | H/N/A | Tỷ số Bt-Bb    | Cầu thủ ghi bàn    | Số lượng khán giả |
| ------------------- | ---------------------------- | ---------------- | ----- | -------------- | ------------------ | ----------------- |
| 3 tháng 1 năm 1970  | Vòng 3                       | Ipswich Town     | A     | 1 – 0          | own goal           | 29,552            |
| 24 tháng 1 năm 1970 | Vòng 4                       | Manchester City  | H     | 3 – 0          | Kidd (2), Morgan   | 63,417            |
| 7 tháng 2 năm 1970  | Vòng 5                       | Northampton Town | A     | 8 – 2          | Best (6), Kidd (2) | 21,771            |
| 21 tháng 2 năm 1970 | Vòng 6                       | Middlesbrough    | A     | 1 – 1          | Sartori            | 40,000            |
| 25 tháng 2 năm 1970 | Vòng 6 Đấu lại               | Middlesbrough    | H     | 2 – 1          | Charlton, Morgan   | 63,418            |
| 14 tháng 3 năm 1970 | Bán kết                      | Leeds United     | N     | 0 – 0          |                    | 55,000            |
| 23 tháng 3 năm 1970 | Bán kết Đấu lại              | Leeds United     | N     | 0 – 0 (a.e.t.) |                    | 62,500            |
| 26 tháng 3 năm 1970 | Bán kết Đấu lại trận thứ hai | Leeds United     | N     | 0 – 1          |                    | 56,000            |
| 10 tháng 4 năm 1970 | Tranh hạng ba                | Watford          | N     | 2 – 0          | Kidd (2)           | 15,105            |

## League Cup
| Thời gian            | Vòng đấu        | Đối thủ         | H/N/A | Tỷ số Bt-Bb | Cầu thủ ghi bàn | Số lượng khán giả |
| -------------------- | --------------- | --------------- | ----- | ----------- | --------------- | ----------------- |
| 3 tháng 9 năm 1969   | Vòng 2          | Middlesbrough   | H     | 1 – 0       | Sadler          | 38,939            |
| 23 tháng 9 năm 1969  | Vòng 3          | Wrexham         | H     | 2 – 0       | Kidd, Best      | 48,347            |
| 14 tháng 10 năm 1969 | Vòng 4          | Burnley         | A     | 0 – 0       |                 | 27,959            |
| 20 tháng 10 năm 1969 | Vòng 4 Đấu lại  | Burnley         | H     | 1 – 0       | Best            | 50,275            |
| 12 tháng 11 năm 1969 | Vòng 5          | Derby County    | A     | 0 – 0       |                 | 38,895            |
| 19 tháng 11 năm 1969 | Vòng 5 Đấu lại  | Derby County    | H     | 1 – 0       | Kidd            | 57,393            |
| 3 tháng 12 năm 1969  | Bán kết Lượt đi | Manchester City | A     | 1 – 2       | Charlton        | 55,799            |
| 17 tháng 12 năm 1969 | Bán kết Lượt về | Manchester City | H     | 2 – 2       | Edwards, Law    | 63,418            |